# Гурин Степан Григорович
Гурин Степан Григорович (псевдо: «Вітер»; 1916, Шоломиничі — вересень 1944, Шоломиничі) — заступник командира шоломиничівської боївки ОУН(р), член ОУН(р), загинув в бою від рук НКВС.

## Біографія

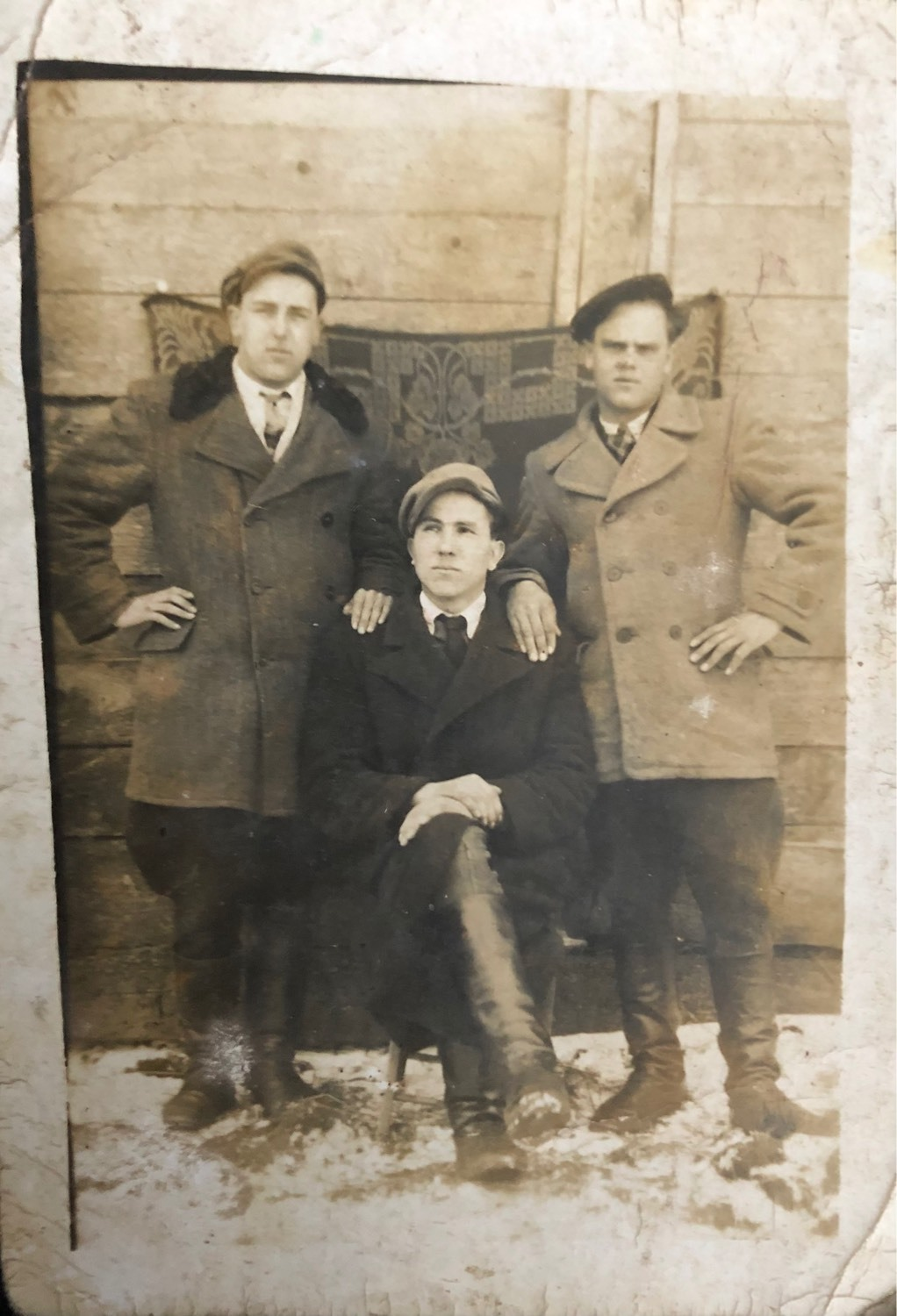
Бійці Шоломиничівської боївки ОУН(р). Зліва направо: Щепітка Микола Степанович (1925–2016), Глух Григорій Трофимович (1925–1944), Гурин Степан Григорович (1916–1944). Зима, 1943 р., Шоломиничі.

Гурин Степан народився 1916 р., в селі Шоломиничі Рудківського повіту Львівського воєводства. Був вихідцем з простої селянської сім'ї.
23–24 липня 1944 р. Гурин разом з місцевою боївкою ОУН(р) під командуванням Мацківа Івана — «Чорного» та ще з трьома боївками спалили польські домівки села Долобів. Того ж місяця разом з боївкою брав участь у збройній сутичці проти німецьких солдатів біля с. Сусолів.
Згодом став заступником командира шоломиничівської боївки ОУН(р) Глуха Григорія Трофимовича.
Протягом 1944рр. разом з боївкою, під керівництвом Глуха, здійснив з десяток збройних нападів на війська НКВС, радянських активістів та голів сільських рад.
27 серпня 1944 р. Гурин, Глух та інші бійці напали на 4 офіцерів НКВС та голову сільської ради з Добрян, їх допитали та згодом розстріляли.
В вересні 1944 р. Глух Григорій та його заступник Гурин Степан загинули в бою під час облави військ НКВС на с. Шоломиничі.
Поховані на місцевому цвинтарі села Шоломиничі.